# Castulo

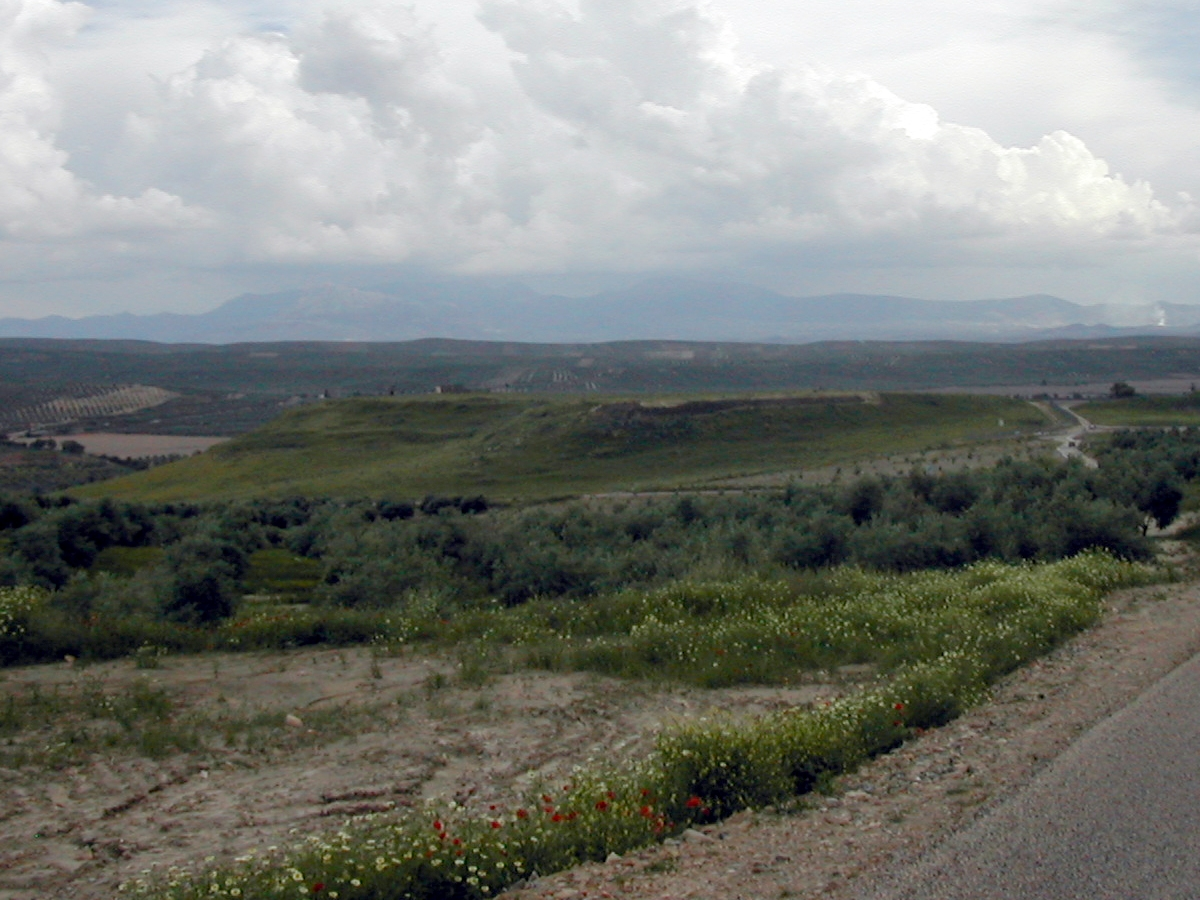
Pozostałości dawnego miasta Cástulo

Castulo (łac. Diocesis Castulonensis) – stolica historycznej diecezji w prowincji Hispania Baetica istniejącej w czasach rzymskich (III-IV wiek). 
Pozostałości miasta Castulo znajdują się w okolicach miasta Linares, w prowincji Jaén w Hiszpanii. Obecnie katolickie biskupstwo tytularne ustanowione w 1969 przez papieża Pawła VI.

## Biskupi tytularni
| Lp. | Biskup                           | Funkcja                                                                         | Od              | Do               |
| --- | -------------------------------- | ------------------------------------------------------------------------------- | --------------- | ---------------- |
| 1   | Ángel María Ocampo Berrio        | arcybiskup senior archidiecezji Tunja (Kolumbia)                                | 20 lutego 1970  | 10 marca 1973    |
| 2   | Enrico Bartolucci Panaroni       | wikariusz apostolski Esmeraldas (Ekwador)                                       | 14 czerwca 1973 | 10 lutego 1995   |
| 3   | Riccardo Ruotolo                 | biskup pomocniczy archidiecezji Manfredonia-Vieste-S. Giovanni Rotondo (Włochy) | 6 grudnia 1995  | 1 sierpnia 2012  |
| 4   | Adelio Dell’Oro                  | administrator apostolski Atyrau (Kazachstan)                                    | 7 grudnia 2012  | 31 stycznia 2015 |
| 5   | Víctor Alejandro Aguilar Ledesma | biskup pomocniczy archidiecezji Morelia (Meksyk)                                | 1 grudnia 2015  | 12 czerwca 2021  |